# Adrian Wojtkowiak
Adrian Wojtkowiak, född 6 september 1998, är en polsk fäktare som tävlar i florett.

## Karriär
Vid olympiska sommarspelen 2024 i Paris blev Wojtkowiak utslagen i 32-delsfinalen i herrarnas florett av cypriotiske Alex Tofalides samt var en del av Polens lag tillsammans med Andrzej Rządkowski, Jan Jurkiewicz och Michał Siess som slutade på sjätte plats i lagtävlingen i florett.